# نينا أوغنيانوفا
نينا أوغنيانوفا (بالإنجليزية: Nina Ognianova)‏ (وباللغة البلغارية: Нина Огнянова) هي صحفية وناشطة حقوقية بلغارية، ومنسقة برنامج أوروبا وآسيا الوسطى من لجنة حماية الصحفيين منذ عام 2006. كانت نينا سابقًا كاتبة شبكة الصحفيين الدوليين منذ عام 2007 وقالت أنها كانت شخصية بارزة في التحقيقات في اغتيال الروس وصحفيي آسيا الوسطى والصحفيين الأتراك. نشرت نينا في سبتمبر 2009 تشريح تقرير الظلم في جرائم قتل الصحفيين التي لم تُحلّ في روسيا، ونشرت في أكتوبر 2012 مقالة أزمة حرية الصحافة في تركيا، التي تحقق في حملة ضد الصحافة في عهد رئيس الوزراء التركي رجب طيب أردوغان. كتبت العديد من المقالات الصحفية العالمية الكبرى. ألّفت نينا في سبتمبر 2009 مقال بعنوان «التحقيق في جرائم قتل الصحفيين الروس» قائلةً «لقد كان لعمليات القتل التي لم تحل للصحفيين 17 تأثير سلبي على عمل الصحافة في روسيا» لصحيفة الغارديان.

## روابط خارجية
- Blog of Nina Ognianova